# 2004-es Vuelta ciclista a España
A 2004-es Vuelta a España volt az 59. spanyol körverseny. 2004. szeptember 4-e és szeptember 26-a között rendezték. A verseny össztávja 2925 km volt, és 21 szakaszból állt. Végső győztes a spanyol Roberto Heras lett.

## Végeredmény
|    | Versenyző             | Csapat                      | Idő           |
| -- | --------------------- | --------------------------- | ------------- |
| 1  | Roberto Heras         | Liberty Seguros-Würth team  | 77 óra 42'46" |
| 2  | Francisco Mancebo     | Illes Balears-Banesto       | 2'13"         |
| 3  | Alejandro Valverde    | Communidad Valenciana-Kelme | 3'30"         |
| 4  | Carlos Garcia Quesada | Communidad Valenciana-Kelme | 7'44"         |
| 5  | Carlos Sastre         | Team CSC                    | 8'11"         |
| 6  | Isidro Nozal          | Liberty Seguros-Würth team  | 8'32"         |
| 7  | Angel Gomez           | Paternina-Costa De Almeria  | 13'08"        |
| 8  | Luis Perez            | Cofidis                     | 13'24"        |
| 9  | David Blanco          | Communidad Valenciana-Kelme | 15'15"        |
| 10 | Stefano Garzelli      | Vini Caldirola              | 16'33"        |